# Харіно
Ха́ріно (рос. Харино) — присілок у складі Бабушкінського району Вологодської області, Росія. Входить до складу Тимановського сільського поселення.

## Населення
Населення — 40 осіб (2010; 62 у 2002).
Національний склад (станом на 2002 рік):
- росіяни — 100 %